# Obsjtina Asenovgrad
Obsjtina Asenovgrad (bulgariska: Община Асеновград) är en kommun i Bulgarien.   Den ligger i regionen Plovdiv, i den centrala delen av landet, 160 km sydost om huvudstaden Sofija. Antalet invånare är 54 778. Arean är 78 kvadratkilometer.
Terrängen i Obsjtina Asenovgrad är varierad.
Obsjtina Asenovgrad delas in i:
- Bojantsi
- Zlatovrăch
- Izbeglii
- Kozanovo
- Konusj
- Muldava
- Naretjenski bani
- Novakovo
- Patriarch Evtimovo
- Stoevo
- Topolovo
- Tjerven
- Lenovo
- Batjkovo
- Novi izvor
- Dolnoslav

Följande samhällen finns i Obsjtina Asenovgrad:
- Asenovgrad
- Batjkovo